# Adhemar Canavesi
Adhemar Canavesi (o Canavessi) (18 d'agost de 1903 - 14 de novembre de 1984) fou un futbolista internacional uruguaià, medallista olímpic el 1928.

## Biografia
Canavesi va jugar professionalment al Club Atlético Bella Vista i més endavant al Club Atlético Peñarol, a Montevideo.
Amb la selecció de futbol de l'Uruguai, va participar en el Campionat Sud-americà de 1927 i als Jocs Olímpics d'estiu de 1928 a Amsterdam, guanyant la medalla d'or en futbol masculí.